# L'assalto (gioco)
L'assalto (Asalto in lingua inglese) è un gioco da tavolo anche chiamato in Inghilterra dopo il 1857 col nome di Gli ufficiali e gli Shippays (a seguito della rivolta dei soldati indù Shippays contro gli ufficiali inglesi); esso è una variante del gioco Halatafl, noto anche come "La volpe e le oche" o "La volpe e le galline".
La plancia che si usa per questo è in sostanza la medesima del Solitario della Bastiglia britannico con 33 caselle.
In Italia è stato anche pubblicato attorno alla metà del XIX secolo come "Assedio di Mantova"

## Scopo del gioco
Il gioco per due persone è asimmetrico in quanto il numero, il tipo e la posizione iniziale delle pedine sono differenti: un giocatore ha a disposizione 24 pedine (i soldati) l'altro ne ha a disposizione 2 (gli ufficiali).
Uno dei bracci del tavoliere formato dalle nove caselle rappresenta la fortezza: in un caso da difendere o nell'altro caso da prendere.
I soldati vincono occupando tutte le caselle libere della fortezza o impedendo agli ufficiali di muoversi; gli ufficiali riducendo il numero dei soldati tanto da impedirgli di vincere (in numero minore di 6).

## Sistema di gioco
Le pedine dei soldati sono messe fuori della fortezza da dove possono muoversi di una casella solo in orizzontale e verticale verso questa, mentre quelle degli ufficiali sono posizionate a scelta in caselle nella fortezza e possono muoversi in orizzontale, verticale e diagonale in avanti e indietro su tutta la plancia.
I due giocatori muovono alternativamente una loro pedina di una casella: gli ufficiali possono eliminare una alla volta le pedine dei soldati dalla plancia saltandole in presenza di una casella libera dietro queste ultime.